# انرژی آزاد گیبس
انرژی آزاد گیبس کمیتی ترمودینامیکی است که میزان خودبه‌خود انجام شدن یک واکنش را نشان می‌دهد. این کمیت با {\displaystyle G} نمایش داده می‌شود. انجام یک فرایند از لحاظ ترمودینامیکی هنگامی امکان‌پذیر است که تغییرات انرژی آزاد گیبس منفی باشد. انرژی آزاد گیبس را با انرژی‌های فیزیکی، شیمیایی یا انرژی‌هایی که در طبیعت وجود دارند نباید اشتباه گرفت. انرژی آزاد گیبس یک پدیده ترمودینامیکی است که در اثر انجام شدن یک واکنش شیمیایی ایجاد می‌شود. انرژی آزاد گیبس در اثر انجام شدن یک واکنش شیمیایی ایجاد شده و به صورت تصادفی یا خود به خود ایجاد نمی‌شود. ما در انرژی آزاد گیبس پدیده‌هایی چون حرکت، گرما، جنبش و انفجار را نمی‌بینیم بنابراین در اثر ایجاد شدن انرژی آزاد گیبس هیچ‌گونه تغییر حرکتی و فیزیکی در ماده ایجاد نمی‌شود.
انرژی آزاد گیبس چنین تعریف می‌شود:
{\displaystyle G\equiv U+PV-TS\,}
یا به‌طور معادل:
{\displaystyle G\equiv H-TS\,}
که در آن:
U انرژی درونی
P فشار
V حجم
T دما برحسب کلوین
S آنتروپی
H آنتالپی است
ما در رابطه بالا دو کمیت H و S را می بینیم. به عبارت دیگر اگر از کمیت H مقدار TS را کم کنیم مقدار انرژی آزاد گیبس به دست می آید. این فرمول‌ها دربرگیرندهٔ دو عامل است که در انجام‌پذیری واکنش‌ها در طبیعت مؤثرند: آنتالپی (انرژی سیستم) و آنتروپی (بی‌نظمی سیستم). به عبارتی میتوان گفت در رابطه دوّم انرژی آزاد گیبس به سه عامل بستگی دارد و این سه عامل عبارتند از H یعنی انتالپی، T یعنی دما و S یعنی انتروپی. در یک سیستم ترمودینامیکی که مواد شیمیایی در حال واکنش با یکدیگر هستند با تغییر هر کدام از عوامل T،H و S انرژی آزاد کل سیستم تغییر می کند.
آنتالپی (H) تغییرات انرژی ضمن انجام واکنش را دربرمی‌گیرد. این تغییرات هم انرژی جنبشی را شامل می‌شود و هم انرژی پتانسیل را، به شرط آن که در حین انجام واکنش فشار وارد بر سیستم ثابت باشد.
یک واکنش زمانی از نظر انرژی انجام‌پذیر تلقی می‌شود که بر اثر انجام آن انرژی سیستم کمتر شود. به عبارت بهتر سیستم پایدارتر شود. در این صورت تغییرات آنتالپی منفی خواهد بود.
اما در اطراف ما بسیاری از واکنش‌ها اتفاق می‌افتند که در آن‌ها سیستم گرما می‌گیرد و انرژی آن افزایش می‌یابد، یعنی تغییرات آنتالپی در آن‌ها مثبت است. این گونه واکنش‌ها به علت عامل دوم رخ می‌دهند که آنتروپی نامیده می‌شود و با S نشان داده می‌شود. این عامل نشان‌دهندهٔ میزان بی‌نظمی سیستم است و زمانی مساعد است که انجام واکنش سبب زیاد شدن بی‌نظمی در سیستم شود. در فرمول انرژی آزاد گیبس عامل S در T ضرب می‌شود که دمای مطلق (کلوین) گاز است، یعنی اثر عامل بی‌نظمی در دمای بالا بیشتر است.
قابل توجه است که کاتالیز روی تغییر انرژی آزاد گیبس تاثیری ندارد.